# Syncom

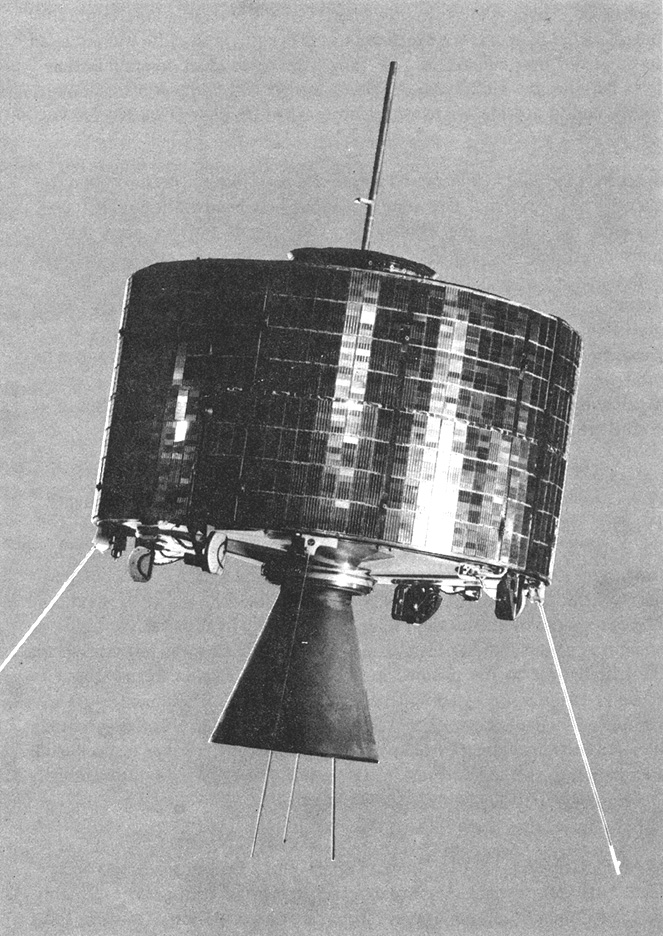
Satélite de primera generación Syncom.

Syncom (del acrónimo inglés de synchronous communication satellite, que significa «satélite de comunicación síncrono») comenzó como un programa de la NASA en 1961 de satélites de comunicaciones geosíncronos activos, todos los cuales fueron desarrollados y fabricados por Hughes Space and Communications. Syncom 2, lanzado en 1963, fue el primer satélite de comunicaciones geosíncronico del mundo. Syncom 3, lanzado en 1964, fue el primer satélite geoestacionario del mundo.
En la década de 1980, la serie fue continuada como Syncom IV (o Leasat) con algunos satélites mucho más grandes, también fabricados por Hughes. Fueron arrendados a los militares de Estados Unidos bajo el programa de LEASAT.
Los satélites de la serie fueron:
| Fecha                   | Nombre    | ID        | Vehículo lanzador   |
| ----------------------- | --------- | --------- | ------------------- |
| 14 de febrero de 1963   | Syncom 1  | 1963-004A | Thor Delta B        |
| 26 de julio de 1963     | Syncom 2  | 1963-031A | Thor Delta B        |
| 19 de agosto de 1964    | Syncom 3  | 1964-047A | Thor Delta D        |
| 10 de noviembre de 1984 | Leasat F1 | 1984-113C | Discovery, STS-51-A |
| 31 de agosto de 1984    | Leasat F2 | 1984-093C | Discovery, STS-41-D |
| 12 de abril de 1985     | Leasat F3 | 1985-028C | Discovery, STS-51-D |
| 29 de agosto de 1985    | Leasat F4 | 1985-076D | Discovery, STS-51-I |
| 9 de enero de 1990      | Leasat F5 | 1990-002B | Columbia, STS-32    |

## Syncom 1, 2 y 3

### Aspectos comunes
Los primeros tres satélites Syncom eran equipos experimentales construidos por la empresa Hughes Aircraft Company en sus instalaciones de Culver City, California. Los tres satélites tenían forma cilíndrica, sus medidas eran 71 cm de diámetro y unos 39 cm de alto.  La masa de cada satélite previa al lanzamiento contando combustible era de 68 kg, y su masa orbital era de 39 kg siendo 25 kg la carga útil (payload). Tenían la capacidad de emitir señales mediante dos transpondedores con una potencia de 2 watt. Por lo tanto los satélites Syncom solo podían brindar una sola conversación de dos vías o 16 conexiones de teletipo. Para junio de 2009, los tres satélites todavía se encontraban en órbita.

## Syncom IV (Leasat)

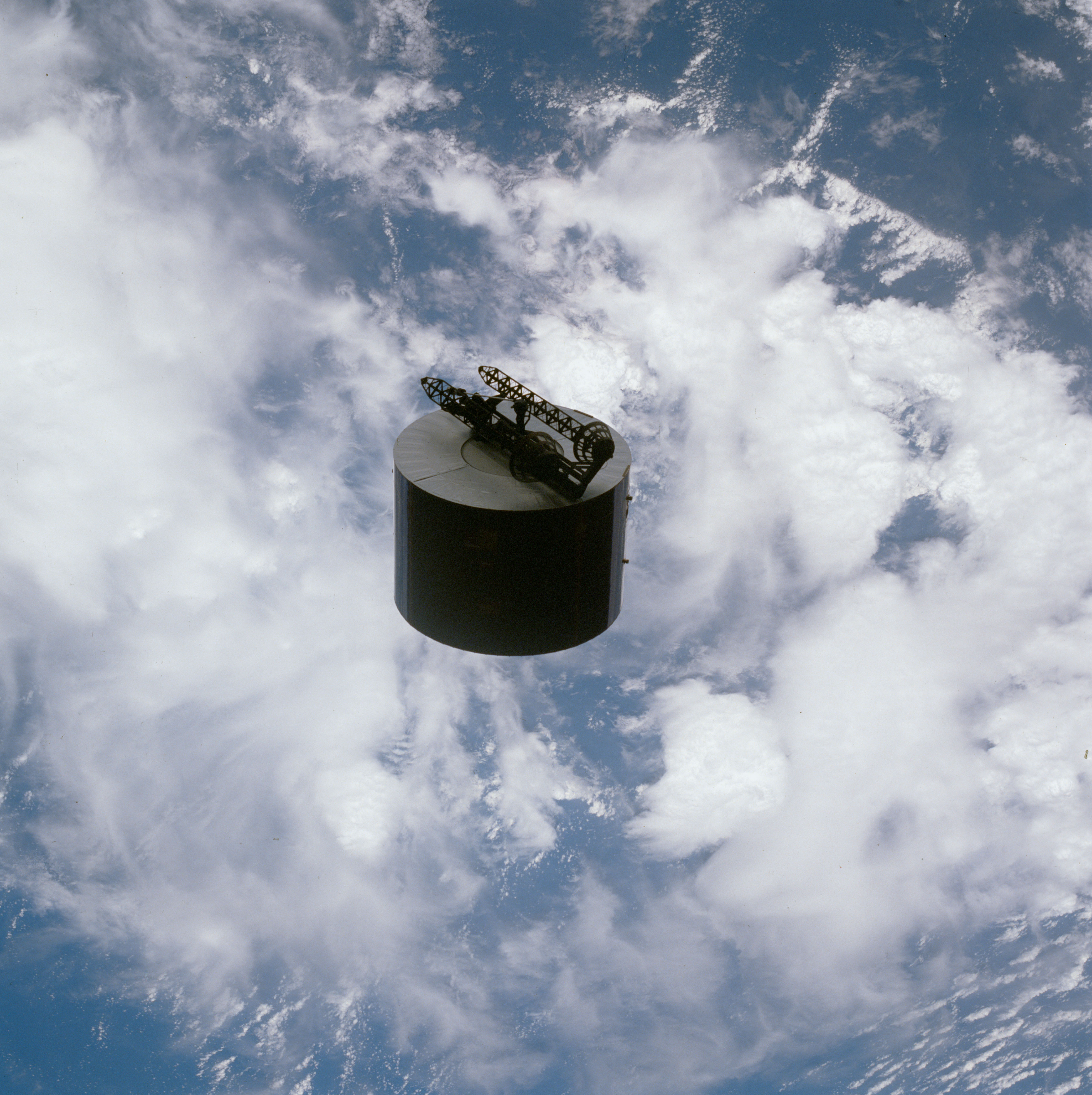
Syncom IV, Leasat militar norteamericano propiedad de Hughes.

Los cinco satélites de la década de 1980 que formaban el programa Leasat ("Satélites Alquilados") (Leasat F1 al Leasat F5) también eran denominados  Syncom IV-1 a Syncom IV-5. Estos satélites eran significativamente más grandes que los Syncoms 1 al 3, pesaban 1.3 toneladas (más de 7 toneladas con la carga de combustible al momento de despeque). Los satélites medían 4,26 m de diámetro y fueron los primeros en ser diseñados para ser puestos en órbita desde el compartimento de carga del Space Shuttle.